# Cho U
Cho U (張栩) est un joueur de go professionnel né à Taipei (Taïwan) le 20 janvier 1980.
À l'âge de 10 ans, il part au Japon afin d'étudier le Go sous la tutelle de Rin Kaiho.
En 1994, il devient 1er dan professionnel (ou Shodan) et est actuellement 9e dan.
Il est affilié à la Nihon Ki-in (日本棋院), fédération japonaise de Go.

## Compétitions et titres
- En 2000, en quart de finale de la 13e coupe Fujitsu.
- En 2001, challenger du 56e titre Honinbō, le plus jeune de l'histoire.
- En 2002, il gagne la 49e Coupe NHK et le 27e championnat Shinjin-O. Il termine l'année avec le plus de victoires (70 victoires et 14 défaites) et le plus haut pourcentage de réussite (83,33 %) au Japon.
- En 2003, il remporte le 58e titre Honinbō en battant Kato Masao par 4:2 et devient le second plus jeune détenteur du titre Honinbō. Avec cette victoire, il est promu 9edan, devenant à 23 ans le plus jeune détenteur de ce rang et le joueur le plus rapide à passer du 1er dan au 9e (9 ans et 3 mois) dans l'histoire japonaise du Jeu de go. (Ce record de rapidité a été battu ensuite en 2009 par Iyama Yuta).
- Le 4 décembre 2003, il remporte le 51e titre d'Oza.
- En 2004, challenger du 42e titre Judan, il défend avec succès son titre Honinbō en battant Yoda Norimoto par 4:2, et gagne le 29e titre Meijin en battant encore Yoda Norimoto par 4:2. Il conserve son titre d'Oza en battant Yamashita Keigo par 3:1 en finale.
- En 2005, il remporte le 24e tournoi NEC et la 52e coupe de la NHK, le 9e championnat de la coupe LG, le championnat de la 17e Asian TV, et défend avec succès ses titres de Meijin et d'Oza.
- En 2006, il remporte le Gosei et conserve le titre en 2007, 2008, 2009.
- En 2007, il retrouve son titre de Meijin.
- En 2008, il atteint un sommet dans sa carrière en remportant la même année quatre des sept principaux titres japonais : Meijin, Oza, Gosei, Tengen.
- En 2009, il remporte le 47e Judan aux dépens de Takao Shinji (3 victoires à 1), mais perd son titre de Meijin contre Iyama Yuta.
- En 2010, il remporte le Kisei aux dépens de Yamashita Keigo (4 victoires à 1). Avec ce titre de Kisei, il devient ainsi le deuxième joueur de l'histoire, après Cho Chikun à avoir remporté les 7 principaux titres japonais.
- Le 11 mars 2011, Cho U conserve son titre de Kisei face à Iyama Yuta Meijin après avoir remporté 4 parties contre 2.

La partie qui s'est déroulée de 9 heures à 17 heures à la NihonKiin (Tokyo) a été perturbée par plusieurs tremblements de terre, ce qui a obligé les deux joueurs à quitter la pièce deux fois durant la partie. 
Les commentaires de la partie ont été suspendus au public, avant d'être repris vers 18 heures.
- Le 29 avril 2011, Cho U perd son titre de Judan face à Iyama Yuta qui a remporté 3 parties contre 2.
- Le 15 mars 2012, conserve son titre de Kisei face à Takao Shinji (4-3).

## Famille
Cho U est marié à Izumi Kobayashi, joueuse professionnelle de go 7e dan qui a détenu les versions féminines des titres Kisei, Meijin et Honinbō. Leur fille Cho Koharu est également devenue joueuse professionnelle en 2022 à l'âge de 12 ans.

## Style de jeu
Cho U est connu pour son style très territorial et sa lecture très précise, minutieuse et rapide.
Michael Redmond dit de lui qu'il cherche à fractionner le jeu en petits tsumego très difficiles à résoudre, mais qui donnent un avantage à sa lecture rapide et précise[réf. souhaitée].

## Titres
| Titre                 | Années                       |
| --------------------- | ---------------------------- |
| Titres nationaux      | 37                           |
| Kisei                 | 2010, 2011, 2012             |
| Meijin                | 2004, 2005, 2007, 2008, 2018 |
| Honinbo               | 2003, 2004                   |
| Judan                 | 2009, 2010                   |
| Tengen                | 2008                         |
| Oza                   | 2003–2005 ; 2008-2011        |
| Gosei                 | 2006, 2007, 2008, 2009       |
| Coupe NEC             | 2005, 2007                   |
| Coupe NHK             | 2002, 2005, 2008, 2016       |
| Coupe Agon            | 2006, 2007, 2008, 2019       |
| Ryusei                | 2006, 2007                   |
| Shinjin-O             | 2002                         |
| Titres internationaux | 2                            |
| Coupe Asian TV        | 2005                         |
| Coupe LG              | 2005                         |
| Total                 | 38                           |